# スーパーカセキホリダー
『スーパーカセキホリダー』は、任天堂から2010年11月18日に発売されたニンテンドーDS用のゲームソフト。
ぼくらはカセキホリダーの続編にあたる。北米では『Super Fossil Fighters』というタイトルとして2011年11月ごろに発売予定だったが、予定変更に伴い『Fossil Fighters: Champions』という英題で2011年11月14日に発売された。
2014年2月、3DSで続編『カセキホリダー ムゲンギア』を発売した。

## 概要
クリアすると「リバイバー」、「ずかんりれき」などは引き継いで最初から始められる。
ゲームのシステムは前作を基本的に踏襲しているが、新たに化石発掘においては画面を左右に移動しながらクリーニングしなければならず主に魚類などがリバイブできる｢巨大カセキ岩｣、両面をクリーニングしなければならず主に三葉虫などがリバイブできる｢ヘンなカセキ岩｣、岩が脆く既にリバイブしたリバイバーを強化し体色を変化したりさせられる銀や金のカセキが出てくる｢ふしぎなカセキ岩｣｢きせきのカセキ岩｣が新たに追加され、バリエーションが増した。
また、一部のリバイバーにきせきのカセキ岩から出てくる金のカセキを使用することでオリジナルのクリーチャータイプのリバイバー｢スーパーエボルバー｣に進化させられるというのも、今作の目玉要素の1つであった。
バトル関連の面では、前作でいう回避が素早さというステータスに変更され、先攻後攻はこの素早さの合計値で決められるようになった。また、前作では12が最大であったリバイバーのランクの上限が20に変更された。

## 登場人物
- 主人公（男・女） - 任意の名前を付けられ、シナリオを進める事によってゲーム途中でも変更可能になる。ゲーム途中の性別の変更は出来ない。
- トッチ - 主人公の親友。弱虫ですぐ腹痛になる。
- アウトドア★ジョー - この世界（ゲーム内）で有名なカセキホリダー。
- ポリュン - 仮面を被った謎の少女。ディグディグ族。
- ラプター - 少年天才ホリダー。
- スタッフリーダー - チュートリアルなどゲームの案内役
  - ケント
  - ステラ
  - テリー
- ホネホネ団
  - ドクロン - ホネホネ団のボス。
  - スカル - 3幹部のリーダー。髪色は黒・赤のツートンカラー、眼鏡を掛けている。一人称は「ボク様」。
  - リブ - 3幹部の紅一点。そばかすが特徴で、チューインガムを食べている。笑い声は「キャハハハ」。一人称は「アタシ様」。
  - ボーン - 3幹部の1人。巨漢で怪力、髪型はモヒカン。食いしん坊でちょっと間抜け。一人称は「オレ様」。
  - ライン部長 - 配信ミニイベント「ホネホネ団ライン部長の挑戦」に登場する。
- その他
  - 各種ショップ店員 - 各アイテムの売買。
  - 情報屋 - ゲーム攻略などの情報。
  - ナカエロフJr. - 主人公の名前の変更が出来る。
  - マスクおばさん - 主人公が被るマスクの変更が出来る。
  - チェンじい - プレイヤーアイコンの変更が出来る。
  - レダカばあさん - アイテムのレーダーカバーの変更が出来る。
  - 編集者 - 恐竜のクイズを出す
  - カメラマン - 編集者と共にクイズを撮影する
- リバイバー

前作ぼくらはカセキホリダーに登場する100体の絶滅動物は漏れなく全員が今作も続投して登場している。前作に登場した図鑑1～100のリバイバーは前作のリバイバーの項を参照。また、前作に登場したディノリアンの4体と、イテツクブロント、ドッカンティラノも登場する。今作では新たに49体の絶滅動物と、骨の状態のリバイバー｢ホネンバー｣8体、ゾンビの状態のリバイバー｢ゾンバー｣5体、卵の化石からリバイブできるひよこ型リバイバー5体、ストーリー途中に登場するボス、ノドチーの合計68体が追加され、計174種のリバイバーが登場する。
また一部のリバイバーはきせきのカセキ岩を使用することでスーパーエボルバーと呼ばれる本作オリジナルのクリーチャー的デザインのリバイバーに進化することが出来、そちらは30種が登場する。

## 発掘エリア
- トレジャーレイク
- ジャングルラビリンス
- コツミッド
- ストーンウッズ
- クレイジーボルケーノ
- レインボーキャニオン
- ホットサンドヒル
- ONSENマウンテン
- ヒエールプレート
- 岩クジラ
- ホネホネだんアジト
- 海底どうくつ（シナリオを進めると行けなくなる）

## スタッフ
- シナリオ：阿智太郎
- 図鑑監修：福井県立恐竜博物館

## コミカライズ
デンゲキニンテンドーDSにて『ぼくらはカセキホリダー』連載終了後、前作と同じくあおきけい&みかまるで『スーパーカセキホリダー』として2010年12月から2012年4月号までに連載がなされた。
また、藤異秀明による『スーパーカセキホリダー：episode 0』が月刊コロコロコミック 2010年11月号に読み切りとして掲載された。